# Kaiser Wilhelm II
La Kaiser Wilhelm II è stato un transatlantico a vapore tedesco.

## Storia
Costruita per la Norddeutscher Lloyd nei cantieri di Stettino (oggi in Polonia, allora porto dell'Impero tedesco) nel 1903. La nave misurava 215,3 metri di lunghezza per 21,95 metri di larghezza e una stazza di 6.353 t, capace di trasportare 1.200 passeggeri più l'equipaggio. I suoi potenti motori a vapore le consentivano di viaggiare ad una velocità di 16 nodi e fu impiegata sulla linea Bremerhaven-New York.
Il 3 agosto del 1914 con lo scoppio della prima guerra mondiale si trovava in navigazione nell'Atlantico e due giorni dopo entrò nel porto di New York sfuggendo agli incrociatori inglesi. Requisita dalla marina militare americana fu ribattezzata dapprima USS Kaiser Wilhelm II, in seguito Agamemnon, e impiegata nel trasporto truppe verso la Francia sino al termine della guerra nel 1918.
Negli anni '20 era ancora in servizio nella marina americana e nel 1927 fu ribattezzata Monticello. Fu demolita nel 1940.